# Parco nazionale dell'Hunsrück-Hochwald
Il parco nazionale dell'Hunsrück-Hochwald (in tedesco: Nationalpark Hunsrück-Hochwald) è un parco nazionale situato nella regione delle basse catene montuose dell'Hunsrück e della vetta dello Schwarzwälder Hochwald negli stati della Renania-Palatinato e della Saarland nella Germania occidentale.
Il parco è stato istituito il 1º marzo 2015 ed è il più recente dei parchi nazionali della Germania; inoltre è l'unico che si estende in due Bundesländer contigui.
Il parco nazionale si estende su 10.120 ettari nelle alture occidentali dell'Hunsrück, tra il monte Idarwald e il monte Schwarzwälder Hochwald (di solito indicato solo come Hochwald).  Nella superficie totale sono inclusi circa 986 ettari di bosco nel territorio dei comuni di Nohfelden e Nonnweiler.
Il parco include e protegge foreste e campi collinari.
La sede del parco è situata a Birkenfeld.

## Fauna e flora

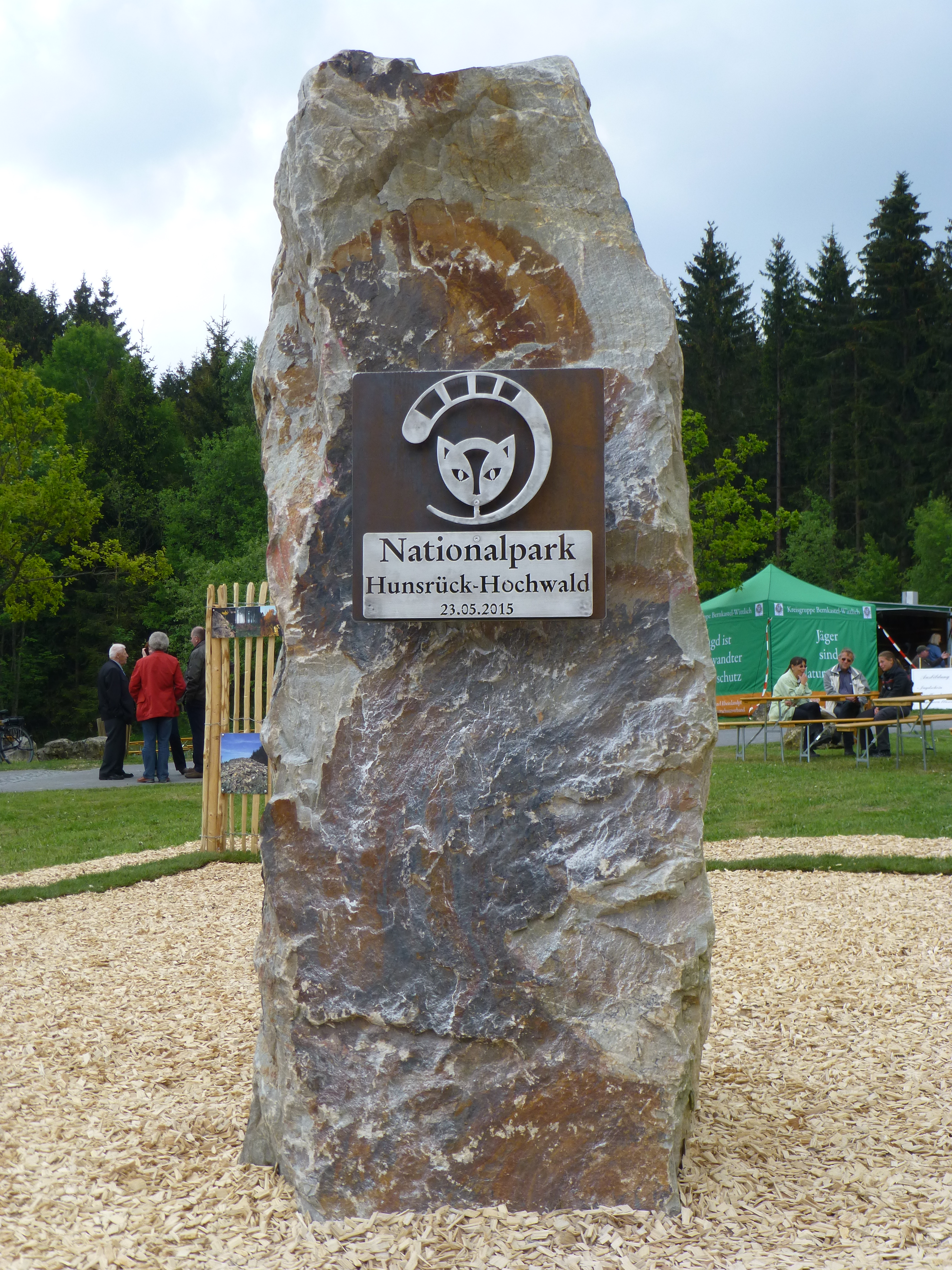
Prima pietra del parco nazionale dell'Hunsrück-Hochwald, con il simbolo del gatto selvatico

La bassa catena montuosa e l'Idarwalds sono quasi completamente ricoperti da boschi di faggio ed abeti, che sono habitat molto importanti per specie quali il gatto selvatico e il cervo. Il legname di scarto costituisce l'ambiente ideale per picchio nero, civetta capogrosso e pipistrello di Bechstein.